# Großer Wasserstein

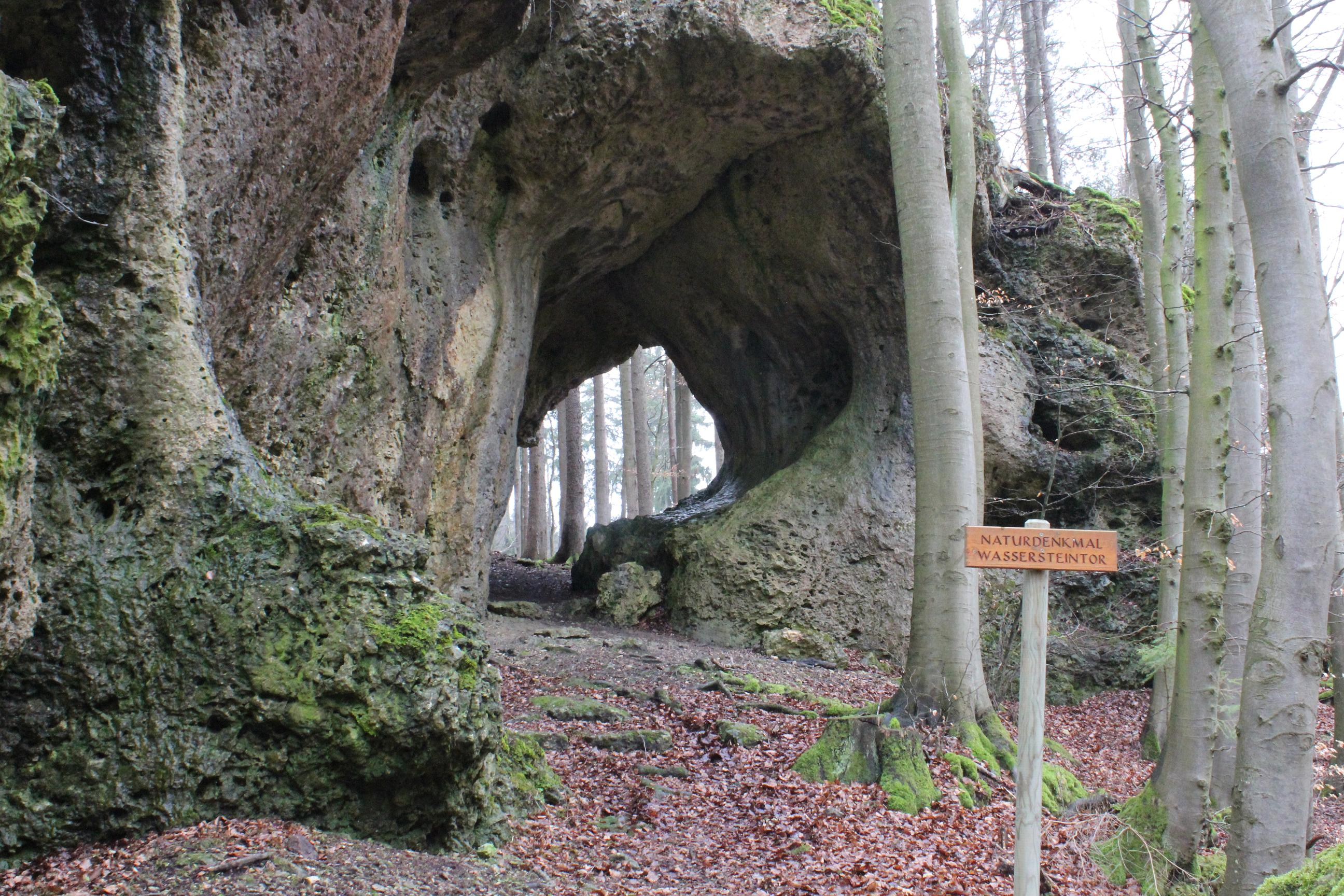
Das Naturdenkmal Wassersteintor am Großen Wasserstein

Der Große Wasserstein ist eine etwa 25 Hektar große Felsgruppe nordöstlich von Kröttenhof, einem Ortsteil der oberfränkischen Stadt Betzenstein in Bayern. 

## Lage
Das zerklüftete Areal liegt im Naturpark Fränkische Schweiz-Veldensteiner Forst etwa 1,4 km nordwestlich von Betzenstein.

## Beschreibung
Das Dolomitmassiv gliedert sich in zwei große Felsgruppen aus Riffdolomit des oberen Kimmeridgium. Seine Größe beträgt etwa 250 Meter in der Länge und 100 Meter in der Breite bei einer Höhe von bis zu zwanzig Metern. Der Große Wasserstein liegt auf etwa 520 m ü. NN. Die Felsen sind vom Bayerischen Landesamt für Umwelt als Geotop 472R144 und Naturdenkmal ausgewiesen. 
Besonders sehenswert ist das Wassersteintor, ein 12 Meter tiefes Felsentor (Naturbrücke), das 2,50 bis zu 7,50 Meter breit und bis zu sechs Meter hoch ist. Diese Durchgangshöhle war vermutlich in vorgeschichtlicher Zeit eine Zufluchtsstätte für steinzeitliche Jäger, was durch Funde belegt wurde. Die Höhle mit Funden des Mesolithikums, des Neolithikums, der späten Hallstattzeit, der Frühlatènezeit und des Mittelalters ist als Bodendenkmal (D-4-6334-0016) ausgewiesen. Die Durchgangshöhle ist im Höhlenkataster Fränkische Alb (HFA) als D 33 registriert.
Etwas nördlich von dieser Höhle befindet sich ein weiteres kleineres Höhlensystem mit einem etwa zehn Meter hohen Überhang. Über Treppen gelangt man dort an den Wasserstein (HFA-Nr. D 250). Dieser Abri wurde u. a. durch Markus Bock mit drei extrem schweren Kletterrouten erschlossen. Östlich davon liegt die Wassersteingrotte (HFA-Nr. D 250a), ein etwa 15 Meter langer Felsüberhang, der von einigen Felspfeilern zergliedert wird.
In der Nähe dieses Überhanges wurde eines der kleinsten europäischen Säugetiere, die eiszeitliche Knirpsspitzmaus (Sorex minutissimus) gefunden. Die fossilen Überreste der Maus sind in der Paläontologischen Staatssammlung in München ausgestellt.
Südlich der Felsgruppe befindet sich eine weitere Karsthöhle, die Buchnerhöhle (HFA-Nr. D 128).

## Entstehungsgeschichte
Im Weißen Jura vor etwa 161 bis 150 Millionen Jahren lag ganz Süddeutschland im Bereich eines Flachmeeres. In dieser Zeit wurden wegen ständiger Absenkung der Erdkruste mächtige Gesteinsfolgen am Meeresgrund abgelagert. Die Jura-Sedimente bilden den größten Teil der auf der Frankenalb auftretenden Gesteine und sind auch Grundmaterial des Großen Wassersteines.
Durch Hebungen der europäischen Kontinentalplatte gegen Ende des Oberen Jura zog sich das Meer zurück und größere Flächen wurden zu Beginn der folgenden Kreidezeit zunächst Festland. Während dieser Zeit herrschte tropisches Klima und es kam zu einer intensiven Verwitterung der vorher entstandenen Kalk- und Dolomitgesteine. Durch diese Verkarstung entstanden die unterirdischen Hohlräume wie die Buchnerhöhle, die Durchgangshöhle des Wassersteintores, das Wasserstein-Höhlenlabyrinth und die Wassersteingrotte. 
Im Tertiär erfolgte durch regionale Hebung ein erneuter Meeresrückgang sowie eine teilweise Freilegung der Juralandschaft.
Erhalten geblieben ist auch ein ausladender Überhang, ein so genannter Balmen, im nördlichen Teil des Wassersteines.

## Bilder

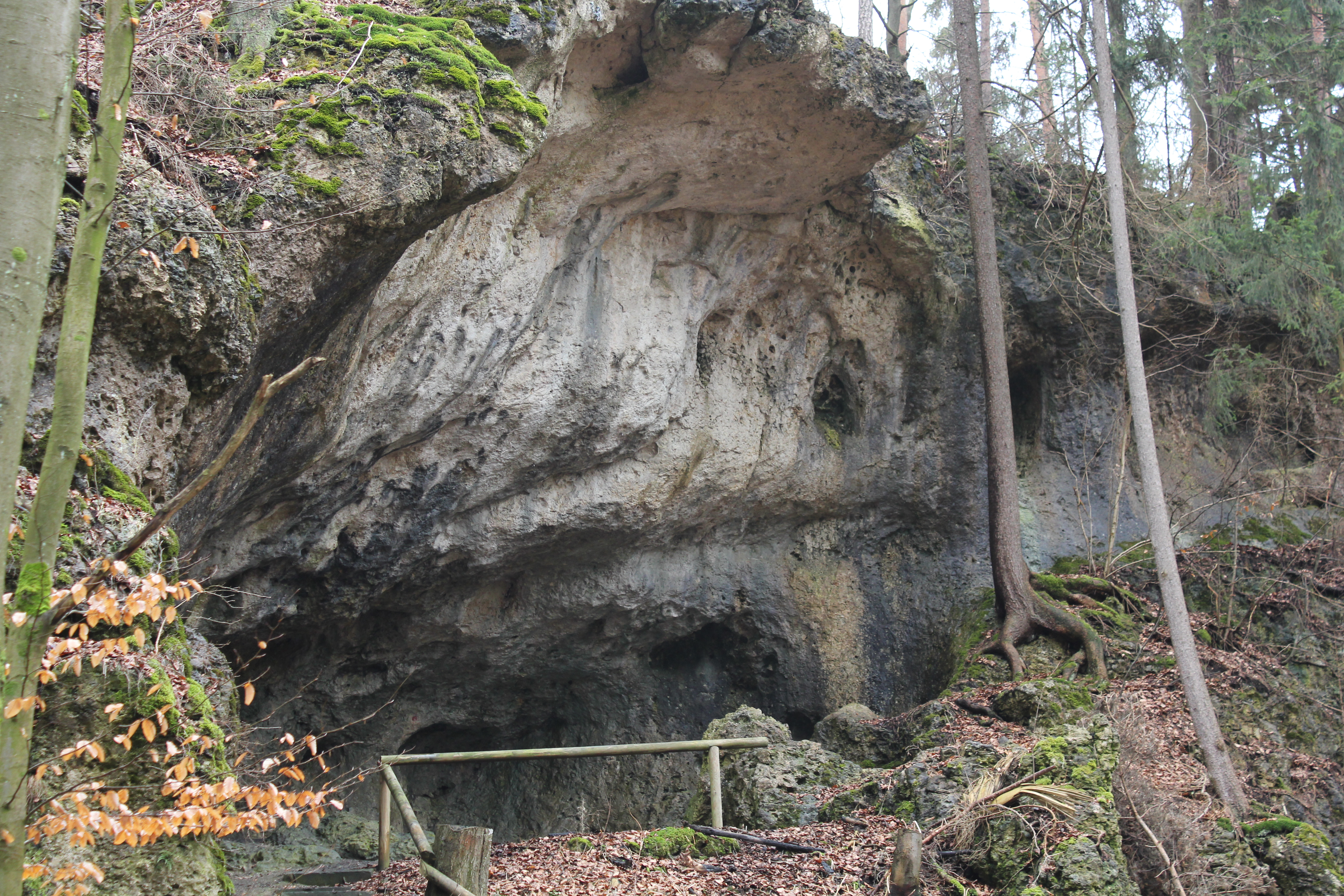
Der große Überhang am Großen Wasserstein
Die Wassersteingrotte
Die nördliche Felsgruppe